# Petrovac (miasto Pirot)
Petrovac (cyr. Петровац) – wieś w Serbii, w okręgu pirockim, w mieście Pirot. W 2011 roku liczyła 286 mieszkańców.